# Sé (Braga)
Sé (llamada oficialmente Braga (Sé)) era una Freguesia portuguesa del municipio de Braga, distrito de Braga.

## Historia
Fue suprimida el 28 de enero de 2013, en aplicación de una resolución de la Asamblea de la República portuguesa promulgada el 16 de enero de 2013 al unirse con las freguesias de Cividade y Maximinos, formando la nueva freguesia de Braga (Maximinos, Sé e Cividade).

## Patrimonio
- Cruzeiro do Campo das Hortas y Cruzeiro de Santa Ana
- Arco da Porta Nova
- Braga (incerta via) - 21 marcos miliários de Braga (série Capela)
- Catedral de Braga
- Via de Braga a Guimarães, 2 marcos miliários (série Capela)
- Igreja da Misericórdia de Braga
- Paço Episcopal Bracarense o Antigo Paço Episcopal Bracarense
- Pelourinho de Braga
- Ruínas romanas das Carvalheiras
- Casa Grande o Casa dos Cunha Reis
- Casa Pimentel (Casa Oitocentista)
- Palácio dos Biscaínhos
- Edifício da Câmara Municipal de Braga
- Casa de Santa Cruz do Igo